# مورستان

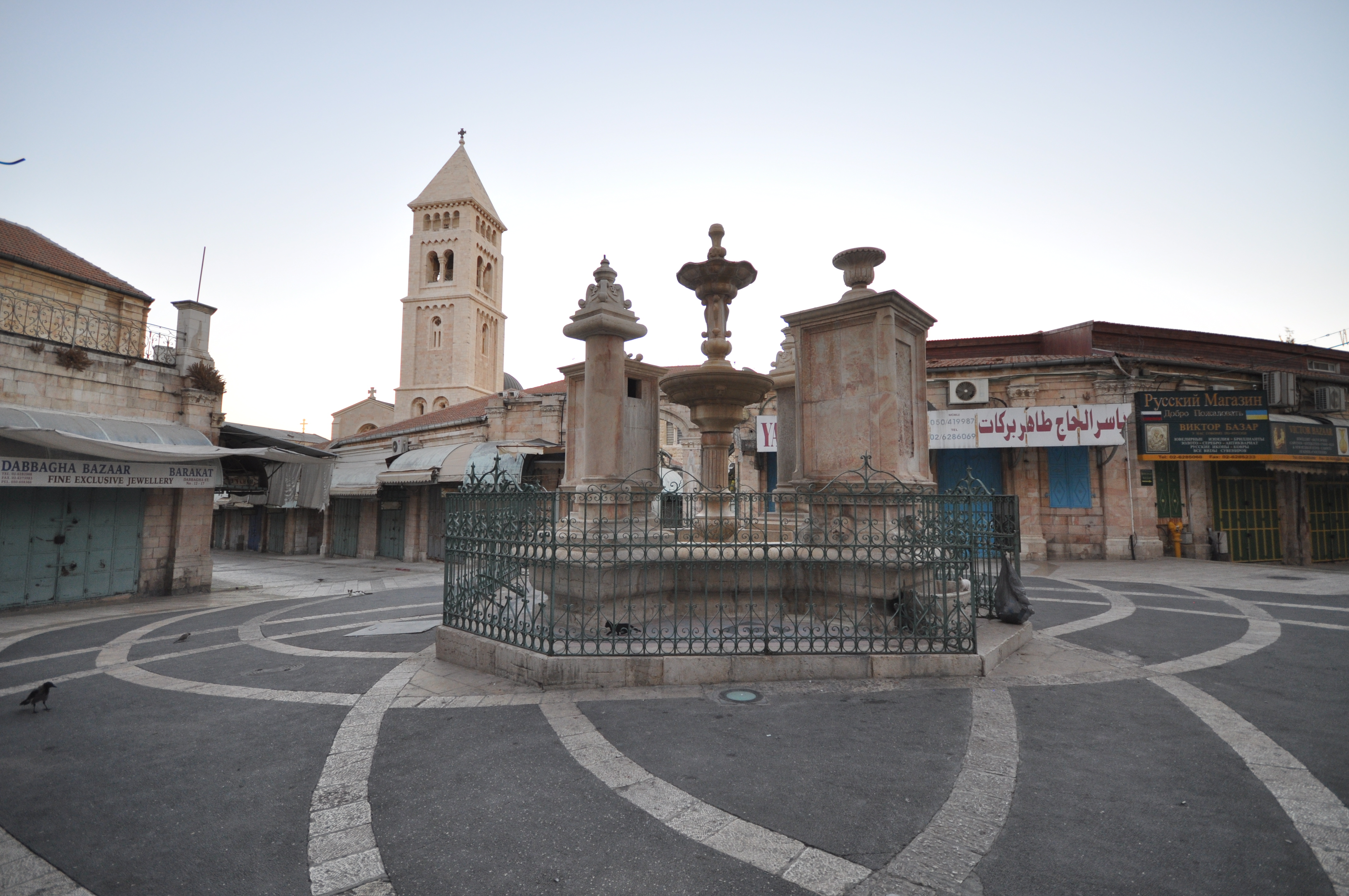
نافورة المورستان، وهو حالياً مجموعة من المحال التجارية والشوارع في الحي المسيحي في البلدة القديمة في القدس وكان مكان أول مستشفى لفرسان الإسبتارية، ويظهر في الصورة كنيسة المخلص اللوثرية.

مورستان تحريف لكلمة بيمارستان. يوما ما، وفي العصور الوسطى أو عصور الظلام في أوروبا، والتي تزامنت مع العصر الذهبي للحضارة الإسلامية كان يطلق على المستشفى اسم «بيمارستان»، وهى كلمة أصلها فارسي تعنى «محل المريض».
كانت المستشفيات في ذلك الوقت على قدر عال للغاية من التنظيم والترتيب والنظافة حتى أن الحديث عنها يكاد يكون أشبه بأفلام الخيال العلمي، خصوصا عندما تعلم أن الحضارة الإسلامية سبقت أوروبا في تأسيس وإنشاء المستشفيات بتسعة قرون.
فقد أُسِّس أول مستشفي إسلامي في عهد الخليفة الأموي الوليد بن عبد الملك في دمشق، وكان هذا المستشفي متخصصًا في الجذام، وأنشئت بعد ذلك المستشفيات العديدة في العالم الإسلامي، وبلغ بعضها شأوًا عظيمًا؛ حتى كانت هذه المستشفيات تُعدّ قلاعًا للعلم والطب، وتُعتبر من أوائل الكليات والجامعات في العالم.. بينما أُنشِئ أول مستشفي أوروبي في باريس بعد ذلك بأكثر من تسعة قرون!!
وفى ذلك الوقت كانت المستشفيات على قسمين، المستشفيات الثابتة الموجودة في المدن (الكبرى منها والصغرى)، والمستشفيات المتنقلة التي تشبه إلى حد كبير القوافل الطبية في أيامنا، وكانت تُحمَل على مجموعة كبيرة من الجِمال (وصلت في بعض الأحيان إلى أربعين جملاً!! وذلك في عهد السلطان محمود السلجوقي، وكانت هذه القوافل مُزوَّدة بالآلات العلاجية والأدوية، ويرافقها عدد من الأطباء، وكان بمقدورها الوصول إلى كل رقعة في الأمة الإسلامية.
وقد وصلت المستشفيات الثابتة في المدن الكبرى إلى درجة راقية جدًا في المستوى، وكان من أشهرها المستشفي العضُدي ببغداد، والذي أنشئ في سنة 371 هـ، والمستشفي النوري بدمشق، والذي أنشئ في سنة 549 هـ، والمستشفي المنصوري الكبير بالقاهرة، والذي أُنشئ سنة 683 هـ، وكان بقرطبة وحدها أكثر من خمسين مستشفي!!
وكانت هذه المستشفيات العملاقة تُقسّم إلى أقسام بحسب التخصص؛ منها للأمراض الداخلية، ومنها للعيون، ومنها للجراحة، ومنها للكسور والتجبير، ومنها للأمراض العقلية، وقسم للأمراض الداخلية كان مقسماً إلى غرف أيضاً، فغُرف منها للحميّات، وغرف للإسهال، وغير ذلك، ولكل قسم أطباء عليهم رئيس، فرئيس للأمراض الباطنية، ورئيس للجراحين والمجبرين، ورئيس للكحالين (أي أطباء العيون)، ولكل الأقسام رئيس عام يسمى (ساعور) وهو لقب لرئيس الأطباء في المستشفى وكان الأطباء يشتغلون بالنوبة، ولكل طبيب وقت معين يلازم فيه قاعاته التي يعالج فيها المرضى.

## المستشفيات كانت وقتها كليات للطب
ولم تكن تلك المستشفيات مجرد دور علاج، بل كانت كلّيات طب حقيقية على أرقى مستوى؛ فكان الطبيب المتخصص (الأستاذ) يمرُّ على الحالات في الصباح، ومعه الأطباء الذين هم في أولى مراحلهم الطبية، فيعلمهم، ويدوّن ملاحظاته، ويصف العلاج، وهم يراقبون ويتعلمون، ثم ينتقل الأستاذ بعد ذلك إلى قاعة كبيرة ويجلس حوله الطلاب فيقرأ عليهم الكتب الطبية، ويشرح ويوضّح، ويجيب عن أسئلتهم.
وكان لا يسمح للطبيب بالانفراد بالمعالجة حتى يؤدي امتحاناً أمام كبير أطباء الدولة، يتقدم إليه برسالة في الفن الذي يريد الحصول على الإجازة في معاناته، وهي من تأليفه أو تأليف أحد كبار علماء الطب، له عليها دراسات وشروح، فيمتحنه فيها ويسأله عن كل ما يتعلق بما فيها من الفن، فإذا أحسن الإجابة أجازه كبير الأطباء بما يسمح له بمزاولة مهنة الطب، وقد اتفق في عام 319هـ 931م في أيام الخليفة المقتدر أن بعض الأطباء أخطأ في علاج رجل فمات، فأمر الخليفة أن يمتحن جميع أطباء بغداد من جديد، فامتحنهم سنان بن ثابت كبير أطباء بغداد، فبلغ عددهم في بغداد وحدها ثمانمائة طبيب ونيفاً وستين طبيباً، هذا عدا عمن لم يمتحنوا من مشاهير الأطباء، وعدا عن أطباء الخليفة والوزراء والأمراء.
وكانت المستشفيات الإسلامية تضم في داخلها مكتبات ضخمة تحوي عددًا هائلاً من الكتب المتخصصة في الطب والصيدلة وعلم التشريح ووظائف الأعضاء.. إلى جانب علوم الفقه المتعلقة بالطب، وغير ذلك من علوم تهم الطبيب..
ومما يذكر على سبيل المثال - لنعرف ضخامة هذه المكتبات - أن مكتبة مستشفي ابن طولون بالقاهرة كانت تضم بين جنباتها أكثر من مائة ألف كتاب!!
وكانت تُزرَع - إلى جوار المستشفيات - المزارع الضخمة التي تنمو فيها الأعشاب الطبية والنباتات العلاجية؛ وذلك لإمداد المستشفي بما يحتاجه من الأدوية.

## الإجراءات المطلوبة لدخول المستشفى
أما نظام الدخول إلى المستشفيات، فقد كان مجاناً للجميع، لا فرق بين غني وفقير وبعيد وقريب، ونابه وخامل، يُفحص المرضى أولاً بالقاعة الخارجية، فمن كان به مرض خفيف يكتب له العلاج، ويصرف من صيدلية المستشفى، ومن كانت حالته المرضية تستوجب دخوله المستشفى كان يقيد اسمه، ويدخل إلى الحمام، وتخلع عنه ثيابه فتوضع في مخزن خاص، ثم يعطى له سرير مفروش بأثاث جيد، ثم يعطى الدواء الذي يعينه الطبيب، والغذاء الموافق لصحته، بالمقدار المفروض له، فإذا أصبح في دور النقاهة أُدخل القاعة المخصصة للناقهين، حتى إذا تم شفاؤه أُعطي بدلة من الثياب الجديدة، ومبلغاً من المال يكفيه إلى أن يصبح قادراً على العمل. وكانت غرف المستشفى نظيفة تجري فيها المياه، وقاعاته مفروشة بأحسن الأثاث، ولكل مستشفى مفتشون على النظافة، ومراقبون للقيود المالية، وكثيراً ما كان الخليفة أو الأمير يتفقد بنفسه المرضى، ويُشرف على حسن معاملتهم.
هذا هو النظام السائد في جميع المستشفيات التي كانت قائمة في العالم الإسلامي، سواء في المغرب أم المشرق.. في مستشفيات بغداد ودمشق والقاهرة والقدس ومكة والمدينة والمغرب والأندلس.
حقائق مذهلة عن المستشفيات في ذلك العصر:
- ظل المستشفى النورى بدمشق يستقبل المرضى منذ تأسيسه على يد السلطان نور الدين محمود وحتى عام 1988م، أي لمدة تقارب ثمانمائة سنة.
- كان المستشفى المنصورى بالقاهرة والذي أنشأه الملك سيف الدين قلاوون ضخما لدرجة أنه كان يستقبل أربعة الآف مريض يوميا.
- في مستفى مراكش غُرست جميع أنواع الأشجار والزروع، بل كانت في داخله أربع بحيرات صناعية صغيرة!!

## الحال في أوروبا
وصف كل من ماكس توردو وتينون مستشفى (أوتيل ديو) بباريس، أكبر مستشفيات أوروبا في ذلك العصر، بما يلي:
يحتوي المستشفى على 1200 سريراً، منها 486 خصصت لنفر واحد، أما الباقي – ولم تكن سعة الواحد منها تتجاوز خمسة أقدام – فتجد فيها عادة ما يتراوح بين ثلاثة مرضى وستة، وكانت الردهات الكبرى عفنة كثيرة الرطوبة، لا منافذ تهوية فيها، مظلمة دوماً، ترى فيها في كل حين حوالي ثمانمائة مريض يفترشون الأرض وهم مكدسون بعضهم فوق بعض، على القاع، أو على كوم من القش، في حالة يُرثى لها.. إنك لتجد في السرير ذي الحجم المتوسط أربعة أو خمسة أو ستة مرضى متلاصقين، قدم أحدهم على رأس الثاني، تجد أطفالاً بجانب شيوخ، ونساء بجانب رجال، (قد لا تصدق لكنها الحقيقة) تجد امرأة في المخاض مع طفل في حالة تشنج مصاب بالتيفوس يحترق في بحران الحمى، وكلاهما إلى جنب مريض بداء جلدي يحك جلده المهترئ بأظفاره الدامية فيجري قيح البثور على الأغطية. وطعام المرضى من أخس ما يتصوره العقل، يوزع عليهم بكميات قليلة للغاية، وفي فترات متباعدة لا نظام فيها. واعتادت الراهبات أن يحابين المرضى الطائعين المنافقين على حساب الآخرين، فيسقينهم الخمور، ويصلنهم بالحلوى والمآكل الدسمة مما يتفضل به المحسنون في الوقت الذي هم فيه أحوج إلى الحمية، فيموت الكثير منهم بالتخمة ويفطس غيرهم جوعاً. وكانت أبواب المستشفى مفتوحة في كل وقت وحين، ولكل رائح وغاد، وبهذا تنتشر العدوى بانتقالها، وبالفضلات وبالهواء النتن الملوث. وإن لم يتفضل المحسنون على المرضى ماتوا جوعاً، كما يموتون أحياناً بالتخمة أو من فرط السكر، والفرش حافلة بالحشرات الدنيئة وهواء الحجرات لا يُطاق لفساده، حتى أن الخدم والممرضين لم يكونوا يجرؤون على الدخول إلا بعد وضع إسفنجة مبللة بالخل على أنوفهم. وتترك جثث الموتى 24 ساعة على الأقل قبل رفعها من السرير المشاع، وكثيراً ما تتفسخ الجثة وتتعفن وهي ملقاة بجانب مريض يكاد يطير صوابه.

## حالنا اليوم
بعد فترة من الزمن أفل نجم الحضارة العلمية الإسلامية، وسرى على المستشفيات ما سرى على باقى الشئون والمرافق العامة من التدهور فأهملت وهجرها المرضى فما عادت تستخدم إلا لعزل المجانين، وصارت كلمة مارستان/مورستان تعني مأوى المجانين.
لفظة مورستان وهى مالها من دلالات في الثقافة العامية إلا أنها تصلح وبجدارة لوصف الكثير إن لم يكن معظم مستشفياتنا العامة في هذا الزمان، فما أسهل أن تجد الفوضى واللانظامية والإهمال والتزويغ، والتعامل مع البشر بنظرية القطيع، ومن السهل أن تجد مناظر مثل مياه الصرف الصحى التي أغرقت الطريق المؤدى إلى المستشفى، وهو المنظر الذي ظل يتكرر شهورا عديدة أمام مستشفى نفيسة الحصرى (يوم أن كانت المستشفى الجامعى!!).
لن نتحدث هنا عن الأخطاء الطبية الكثيرة الناتجة عن الإهمال (المتعمد أحيانا)، وتلك الأخطاء الناجمة عن قلة المعرفة والخبرة العملية، ولن نتحدث أيضا عن ظواهر أصبحت أساسا في الحياة اليومية في المستشفيات الحكومية كالتزويغ من النوبتجيات والحضور متأخرا، والانصراف مبكرا، ولن أقارن وضعنا اليوم بوضع الغرب الذين كنا نسبقهم بمئات الأعوام فصرنا في الخلف وصارت لهم هم السبقة واليد العليا، فقط سنقول : هكذا كنا يوما ما، وهكذا نود أن نعود.